# Himbacin
{{Drugbox-lat
| verifiedrevid = 400110105
| IUPAC_name = (3aR,4R,4aS,8aR,9aS)- 4 3-methyldecahydronaphtho[2,3-c]furan- 1(3H)-one
| image = Himbacine.svg
| width =
| image2 =
| width2 =
| ChemSpiderID_Ref =  
| ChemSpiderID = 4940913
| smiles = O=C3O[C@H]([C@@H]4[C@H](/C=C/[C@@H]1N(C)[C@@H](C)CCC1)[C@@H]2[C@H](CCCC2)C[C@H]34)C
| StdInChI_Ref =  
| StdInChI = 1S/C22H35NO2/c1-14-7-6-9-17(23(14)3)11-12-19-18-10-5-4-8-16(18)13-20-21(19)15(2)25-22(20)24/h11-12,14-21H,4-10,13H2,1-3H3/b12-11+/t14-,15-,16+,17+,18-,19+,20-,21+/m0/s1
| StdInChIKey_Ref =  
| StdInChIKey = FMPNFDSPHNUFOS-LPJDIUFZSA-N
| CAS_number_Ref =  
| CAS_number = 6879-74-9
| ATC_prefix = none
| ATC_suffix = 
| PubChem = 6436265
| IUPHAR_ligand =
| ChEMBL_Ref =
| ChEMBL =
| DrugBank_Ref =
| DrugBank = 
| C = 22 | H = 35 | N = 1 | O = 2
| molecular_weight = 345.27 -{g/mol
}-| bioavailability = 
| protein_bound = 
| metabolism = 
| elimination_half-life = 
| excretion = 
| pregnancy_category= 
| legal_status = 
| routes_of_administration = 
}}
Himbacin je alkaloid koji je izolovan iz kore Australijskih magnolija. Himbacin je bio sintetisan koristeći Diels-Alderovu reakciju kao ključni korak. Aktivnost himbacina kao antagonista muskarinskog receptora, sa specifičnošću za muskarinski acetilholinski receptor M2, mu je dala status obećavajuće početne tačke u istraživanjima Alchajmerove bolesti.
Razvoj muskarinskih antagonista zasnovanih na himbacinu je bio neuspešan, ali je jedno analogno jedinjenje u kliničkim ispitivanjima kao antagonist trombinskog receptora.

## Literatura
1. ↑  Chackalamannil S; Davies RJ; Wang Y;  . (1999). „Total Synthesis of (+)-Himbacine and (+)-Himbeline”. J. Org. Chem. 64 (6): 1932—1940. PMID 11674285. doi:10.1021/jo981983.
2. ↑  Malaska MJ, Fauq AH, Kozikowski AP, Aagaard PJ, McKinney M (1995). „Chemical Modification of Ring C of Himbacine:  Discovery of a Pharmacophoric Element for M2-Selectivity”. Bioorganic and Medicinal Chemistry Letters. 5 (1): 61—66. doi:10.1016/0960-894X(94)00459-S.
3. ↑  Chackalamannil S, Doller D, McQuade R, Ruperto V (2004). „Himbacine analogs as muscarinic receptor antagonists-effects of tether and heterocyclic variations”. Bioorganic and Medicinal Chemistry Letters. 14 (15): 3967—3970. PMID 15225708. doi:10.1016/j.bmcl.2004.05.047.
4. ↑  Chackalamannil S; Wang Y; Greenlee WJ;  . (2008). „Discovery of a Novel, Orally Active Himbacine-Based Thrombin Receptor Antagonist (SCH 530348) with Potent Antiplatelet Activity”. J. Med. Chem. 51 (11): 3061—3064. PMID 18447380. doi:10.1021/jm800180e.
5. ↑  „Blog entry about Himbacine and its history in drug development”. Архивирано из оригинала 19. 01. 2011. г.